# La Vierge à l'Enfant (Botticelli)
Pour les articles homonymes, voir La Vierge à l'Enfant.
La Vierge à l'Enfant ou Madone Campana (en italien : Madonna col Bambino) est une peinture religieuse de Sandro Botticelli, peut-être avec Filippino Lippi. Datant de 1467-1470, elle est conservée au Musée du Petit Palais à Avignon.

## Histoire
D'abord attribuée à Filippino Lippi par Campana et Cornu, réitéré par l'école de Reiset, Bernard Berenson y reconnaît la main de Botticelli comme l'école de Pittaluga. Le Louvre, sur son site Internet, donne l'œuvre aux deux artistes.
Le tableau fut acquis par Napoléon III en 1862 pour les collections du Louvre auprès de la collection Campana et restauré en 1974.

## Thème
L'œuvre reprend la représentation récurrente dans la peinture chrétienne de la Vierge à l'Enfant (ou Madone), présentant la Vierge Marie avec l'Enfant Jésus.
Dans ce cas, le thème repris est celui de la Vierge du lait, fondé sur le raisonnement théologique rassemblant les thèmes du mystère de l’incarnation et le rôle de Marie médiatrice.

## Description
La Vierge vêtue de ses traditionnelles couleurs rouge et bleue est assise sous une loggia, tournée de trois-quarts vers la gauche, tenant l'Enfant sur le genou, avec en arrière-plan une ouverture à arc, soutenue par des  colonnes donnant sur un paysage escarpé. De sa main droite, elle caresse la joue de l'Enfant, tandis que, de sa main gauche, elle s'apprête à lui donner le sein, pendant qu'il se tend vers elle.
La Vierge est finement coiffée, les cheveux assemblés sous un fin voile décoré d'une fleur. Les personnages portent de fines  auréoles elliptiques transparentes.

## Analyse
La composition de l'œuvre témoigne de l'influence de Donatello et de Fra Filippo Lippi, duquel dérivent la prédominance de la ligne du contour et le drapé vibrant. Néanmoins les formes apparaissent désormais plus douces et souples, et  assument des attitudes plus complexes que les œuvres de Lippi. La couleur vive du  contraste et le ton bronze dérivent des exemples d'Antonio Pollaiuolo.
L'arrière-plan avec son architecture arquée encadre la Vierge et l'Enfant et met en valeur les deux personnages.
L'ambiance générale de l'œuvre, représentant des figures sérieuses, pensives, absorbées dans leur propre beauté, est mélancolique et contemplative.

## Sources
- (it) Cet article est partiellement ou en totalité issu de l’article de Wikipédia en italien intitulé « Madonna col Bambino (Botticelli) » (voir la liste des auteurs).